# Get Rhythm (Ry Cooder)
Get Rhythm è un album di Ry Cooder, pubblicato dalla Warner Bros. Records nel 1987.

## Tracce
Lato A
1. Get Rhythm – 3:16 (Johnny Cash)
2. Low-Commotion – 3:09 (Jim Keltner, Ry Cooder)
3. Going Back to Okinawa – 4:41 (Ry Cooder)
4. 13 Question Method – 3:37 (Chuck Berry)
5. Women Will Rule the World – 5:50 (Raymond Quevedo)

Lato B
1. All Shook Up – 3:31 (Elvis Presley, Otis Blackwell)
2. I Can Tell by the Way You Smell – 4:31 (Walter Davis)
3. Across the Borderline – 6:16 (Jim Dickinson, John Hiatt, Ry Cooder)
4. Let's Have a Ball – 5:52 (Alden Bunn)

## Musicisti
- Ry Cooder  - voce, chitarra
- Van Dyke Parks  - tastiere
- Flaco Jimenez - accordion
- Steve Douglas  - sassofono
- Jorge Calderon  - basso
- Buell Niedlinger  - basso acustico (brani : A2, B1 & B3)
- Jim Keltner  - batteria
- Miguel Cruz - percussioni
- Larry Blackmon - voce (brano : B1)
- Harry Dean Stanton  - voce (brano : B3)
- Arnold McCuller  - accompagnamento vocale, coro
- Bobby King  - accompagnamento vocale, coro
- Terry Evans  - accompagnamento vocale, coro
- Willie Greene Jr.  - accompagnamento vocale, coro